# Пауерсвілл (Міссурі)
Пауерсвілл (англ. Powersville) — селище (англ. village) в США, в окрузі Патнем штату Міссурі. Населення — 42 особи (2020).

## Географія
Пауерсвілл розташований за координатами 40°32′59″ пн. ш. 93°17′59″ зх. д. / 40.54972° пн. ш. 93.29972° зх. д. (40.549811, -93.299658).  За даними Бюро перепису населення США в 2010 році селище мало площу 1,47 км², з яких 1,46 км² — суходіл та 0,00 км² — водойми.

## Демографія
Згідно з переписом 2010 року, у селищі мешкало 60 осіб у 33 домогосподарствах у складі 19 родин. Густота населення становила 41 особа/км².  Було 53 помешкання (36/км²).
Расовий склад населення:
| - 98,3 % — білих |

До двох чи більше рас належало 1,7 %. Частка іспаномовних становила 0,0 % від усіх жителів.
За віковим діапазоном населення розподілялося таким чином: 13,3 % — особи молодші 18 років, 45,0 % — особи у віці 18—64 років, 41,7 % — особи у віці 65 років та старші. Медіана віку мешканця становила 61,5 року. На 100 осіб жіночої статі у селищі припадало 100,0 чоловіків;  на 100 жінок у віці від 18 років та старших — 100,0 чоловіків також старших 18 років.
Середній дохід на одне домашнє господарство  становив 57 732 долари США (медіана — 49 792), а середній дохід на одну сім'ю — 65 521 долар (медіана — 57 500). За межею бідності перебувало 6,3 % осіб, у тому числі 0,0 % дітей у віці до 18 років та 11,8 % осіб у віці 65 років та старших.
Цивільне працевлаштоване населення становило 39 осіб. Основні галузі зайнятості: сільське господарство, лісництво, риболовля — 33,3 %, виробництво — 23,1 %, транспорт — 12,8 %, будівництво — 12,8 %.